# I. e. 389
Évszázadok: i. e. 5. század – i. e. 4. század – i. e. 3. század
Évtizedek: i. e. 430-as évek – i. e. 420-as évek – i. e. 410-es évek – i. e. 400-as évek – i. e. 390-es évek – i. e. 380-as évek – i. e. 370-es évek – i. e. 360-as évek – i. e. 350-es évek – i. e. 340-es évek – i. e. 330-as évek
Évek: i. e. 394 – i. e. 393 – i. e. 392 – i. e. 391 –  i. e. 390 – i. e. 389 – i. e. 388 – i. e. 387 – i. e. 386 – i. e. 385 – i. e. 384

## Események

### Görögország
- A korinthoszi háborúban II. Ageszilaosz király vezetésével spártai sereg kel át a Korinthoszi-öblön és megfutamítja Akarnania csapatait.
- Az athéni Thraszübulosz háromevezősorosokból álló flottával az Égei-tengert járja és beszedi az adókat, támogatást nyújt a spártai megszállás ellen küzdő rodoszi demokratikus pártnak, elfoglalja Büzantiont és adót vet ki a Hellészpontoszon átkelő hajókra.

### Itália
- A szicíliai Szürakuszai ura, I. Dionüsziosz az elleporoszi csatában legyőzi a dél-itáliai görög városok szövetségét és elfoglalja Krotont.
- Rómában cnsuli jogkörű katonai tribunusok: Lucius Valerius Potitus Poplicola, Lucius Verginius Tricostus Esquilinus, Publius Cornelius, Aulus Manlius Capitolinus, Lucius Aemilius Mamercinus és Lucius Postumius Albinus Regillensis.

### Kína
- Csu állam főminisztere, Vu Csi átfogó katonai, politikai és adminisztratív reformokat vezet be, de ezzel maga ellen fordítja az arisztokráciát és a főhivatalnokokat. Pártfogója, Tao király i.e. 381-es halála után, annak temetésén meggyilkolják.

## Születések
- Aiszkhinész, görög szónok és államférfi

## Fordítás
- Ez a szócikk részben vagy egészben  a(z)   389 BC című angol Wikipédia-szócikk ezen változatának fordításán alapul.  Az eredeti cikk szerkesztőit annak laptörténete sorolja fel. Ez a jelzés csupán a megfogalmazás eredetét és a szerzői jogokat jelzi, nem szolgál a cikkben szereplő információk forrásmegjelöléseként.